# Macrocarpaea angelliae
Macrocarpaea angelliae är en gentianaväxtart som beskrevs av Jason Randall Grant och Struwe. Macrocarpaea angelliae ingår i släktet Macrocarpaea och familjen gentianaväxter. Inga underarter finns listade i Catalogue of Life.